# Brillantaisia
Brillantaisia es un género de plantas con flores perteneciente a la familia Acanthaceae. El género tiene 46 especies de hierbas descritas y de estas, solo 17 aceptadas. Son naturales de las regiones tropicales de África y Madagascar.

## Descripción
Pueden alcanzar un tamaño de 20 cm a 2 m de altura. Sus tallos hirsutos son cuadrados en sección transversal y sus hojas en forma de corazón tienen una disposición opuesta. Sus flores de color púrpura o blanco producen vainas largas y con forma de cigarro. Se reproducen fácilmente por semillas o vegetativamente.

## Taxonomía
El género fue descrito por Ambroise Marie François Joseph Palisot de Beauvois y publicado en Flore d'Oware 2: 67, t. 100. 1818. La especie tipo es: Brillantaisia owariensis P. Beauv.

## Especies
- Brillantaisia alata
- Brillantaisia anomala
- Brillantaisia bagshawei
- Brillantaisia banchiensis
- Brillantaisia borelli
- Brillantaisia ulugurica - Salvia gigante
- Lista de especies